# James Thorington

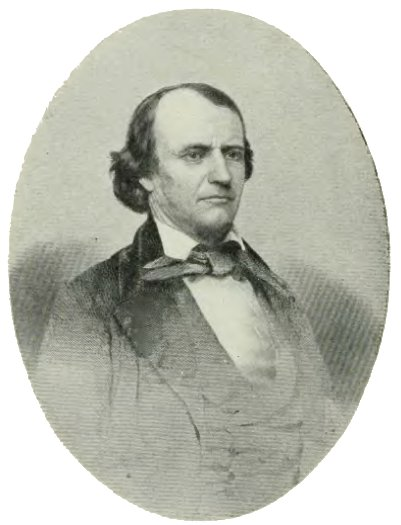
James Thorington

James Thorington (* 7. Mai 1816 in Wilmington, North Carolina; † 13. Juni 1887 in Santa Fe, New Mexico) war ein US-amerikanischer Politiker. Zwischen 1855 und 1857 vertrat er den Bundesstaat Iowa im US-Repräsentantenhaus.

## Werdegang
Im Jahr 1827 zog James Thorington mit seinen Eltern nach Montgomery in Alabama. Dort besuchte er die öffentlichen Schulen. Zwischen 1830 und 1832 absolvierte er die Militärschule in Fayetteville (North Carolina). Von 1832 bis 1835 studierte Thorington an der University of Alabama in Tuscaloosa. Danach absolvierte er in Montgomery ein Jurastudium. Zwischen 1837 und 1839 lebte er im Westen und arbeitete als Händler und Trapper am oberen Missouri River sowie am Oberlauf des Columbia River.
Im Jahr 1839 ließ sich Thorington in Davenport im späteren Staat Iowa nieder. Nach seiner im Jahr 1844 erfolgten Zulassung als Rechtsanwalt begann er dort in seinem neuen Beruf zu arbeiten. Zwischen 1843 und 1847 war er Bürgermeister dieser Stadt und von 1843 bis 1851 war er auch Richter am Nachlassgericht im Scott County. Von 1846 bis 1854 war er bei der Verwaltung des dortigen Bezirksgerichtes angestellt.
Thorington war Mitglied der Whig Party und wurde 1854 als deren Kandidat im zweiten Wahlbezirk von Iowa in das US-Repräsentantenhaus in Washington, D.C. gewählt. Dort trat er am 4. März 1855 die Nachfolge seines Parteikollegen John Parsons Cook an, der wegen seiner freundlichen Haltung gegenüber der Sklaverei nicht wieder nominiert worden war. Da er im Jahr 1856 auf eine weitere Kandidatur verzichtete, konnte Thorington bis zum 3. März 1857 nur eine Legislaturperiode im Kongress absolvieren. Diese war von den Ereignissen und Diskussionen im Vorfeld des Bürgerkrieges überschattet. In dieser Zeit löste sich auch die Whig Party auf. Thorington wurde daraufhin Mitglied der neugegründeten  Republikanischen Partei.
Zwischen 1859 und 1863 war er Sheriff im Scott County; von 1864 bis 1868 war er Verwaltungsangestellter (Recorder) in diesem Bezirk. Zwischen 1873 und 1882 war Thorington amerikanischer Konsul und Handelsagent in Kolumbien. Nach einem Schlaganfall, den er um das Jahr 1886 erlitt, begab er sich auf einen Erholungsurlaub zu seiner Tochter nach Santa Fe im damaligen New-Mexico-Territorium. Dort ist James Thorington am 13. Juni 1887 verstorben. Er wurde in Davenport beigesetzt.